# Тегісшиль
Тегісши́ль (каз. Тегісшіл) — село у складі Сариагаського району Туркестанської області Казахстану. Адміністративний центр Тегісшильського сільського округу.
У радянські часи село називалось Аката.
Населення — 1770 осіб (2021; 1265 у 2009, 625 у 1999, 703 у 1989).